# إلسبيث كاميرون
إلسبيث كاميرون هي كاتبة سير وكاتِبة كندية، ولدت في 10 يناير 1943.